# Chlamydomonas sagittula
Chlamydomonas sagittula là một loài tảo trong họ Chlamydomonadaceae, thuộc chi Chlamydomonas.